# Rhynchohyalus natalensis
Rhynchohyalus natalensis är en fiskart som först beskrevs av John Dow Fisher Gilchrist och Von Bonde 1924.  Rhynchohyalus natalensis ingår i släktet Rhynchohyalus och familjen Opisthoproctidae. Inga underarter finns listade i Catalogue of Life.